# Joel Quenneville
Joel Norman Quenneville (Windsor, 15 de setembro de 1958) é um treinador canadense-americano de hóquei no gelo e ex-jogador da National Hockey League (NHL). Apelidado de "Coach Q", ele é o segundo em vitórias como treinador na NHL, com 969, atrás apenas de Scotty Bowman. 
Quenneville alcançou seu maior sucesso como treinador principal do Chicago Blackhawks, equipe que treinou de 2008 a 2018. Ele levou os Blackhawks a três títulos da Stanley Cup entre 2010 e 2015. O título de 2010 foi a primeira dos Blackhawks desde 1961, encerrando a então mais longa seca de Stanley Cup.
Quenneville também atuou como treinador principal do St. Louis Blues de 1996 a 2004, do Colorado Avalanche de 2005 a 2008 e do Florida Panthers de 2019 a 2021.

## Carreira como jogador
Como jogador, Quenneville foi selecionado pelo Toronto Maple Leafs como a 21ª escolha geral no Draft da NHL de 1978.
Um defensor, ele jogou pelo New Brunswick Hawks, Baltimore Skipjacks e St. John's Maple Leafs da American Hockey League (AHL) e pelo Maple Leafs, Colorado Rockies/New Jersey Devils, Hartford Whalers e Washington Capitals da NHL.

## Carreira como treinador

### Assistente
Ele começou sua carreira de treinador sendo jogador/assistente técnico do St. John's Maple Leafs e assistente técnico do Quebec Nordiques e Colorado Avalanche.
Quenneville venceu a Stanley Cup como assistente técnico do Avalanche em 1996.

### St. Louis Blues
Quenneville então se mudou para o St. Louis Blues, tornando-se treinador principal no meio da temporada seguinte após a demissão de Mike Keenan. Ele levou St. Louis a sete vagas consecutivas nos playoffs. Sua melhor temporada foi em 1999–2000, quando liderou os Blues a um recorde da franquia de 51 vitórias e ao primeiro Troféu dos Presidentes pelo melhor recorde da temporada regular da liga. No entanto, foram surpreendidos nos playoffs, perdendo para o San Jose Sharks na primeira rodada. Ele ganhou o Prêmio Jack Adams como o melhor treinador da temporada regular.
Na oitava temporada de Quenneville com os Blues, o time começou mal e, no final do ano, estava em risco de perder os playoffs pela primeira vez em um quarto de século. Como resultado, ele foi demitido.

### Colorado Avalanche
Quenneville foi contratado como treinador principal pelo Colorado Avalanche em junho de 2004, antes da greve da NHL de 2004–05 resultar no cancelamento da temporada. Em seu primeiro ano com o Avalanche, ele levou a equipe aos playoffs e a uma surpreendente vitória na primeira rodada contra o Dallas Stars.
Em 25 de março de 2007, Quenneville treinou seu 750º jogo na carreira. Ele se tornou um dos apenas sete treinadores ativos a alcançar 750 jogos na temporada de 2006–07. Ele alcançou sua 400ª vitória em 26 de outubro de 2007, em um jogo contra o Calgary Flames que terminou em 3–2 na prorrogação.
Em 9 de maio de 2008, o Avalanche anunciou que Quenneville estava deixando a organização.

### Chicago Blackhawks
Quenneville foi contratado como olheiro profissional pelo Chicago Blackhawks em setembro de 2008.
Em 16 de outubro de 2008, Quenneville foi promovido a treinador principal do Chicago Blackhawks, substituindo Denis Savard. Em 1 de dezembro de 2009, ele alcançou sua 500ª vitória como treinador em uma batalha de 11 rodadas de disputa de pênaltis contra o Columbus Blue Jackets. Em suas duas primeiras temporadas com Chicago, ele levou a equipe à Final da Conferência Oeste de 2009 e à Final da Stanley Cup de 2010. Com a vitória dos Blackhawks sobre o Philadelphia Flyers nesta última, Quenneville conquistou sua primeira Stanley Cup como treinador principal. Em 18 de dezembro de 2011, ele alcançou sua 600ª vitória na carreira como treinador, vencendo por 4–2 contra o Calgary Flames. Ele conquistou seu segundo título como treinador principal contra o Boston Bruins durante a Final da Stanley Cup de 2013, consolidando seu status como um dos poucos treinadores de Chicago com múltiplos títulos (os outros são George Halas do Chicago Bears da NFL, Phil Jackson do Chicago Bulls da NBA e Frank Chance do Chicago Cubs da MLB). Em 19 de março de 2014, Quenneville se tornou apenas o terceiro treinador principal na história da NHL a registrar 700 vitórias. Em 23 de março de 2015, ele alcançou 750 vitórias como treinador.

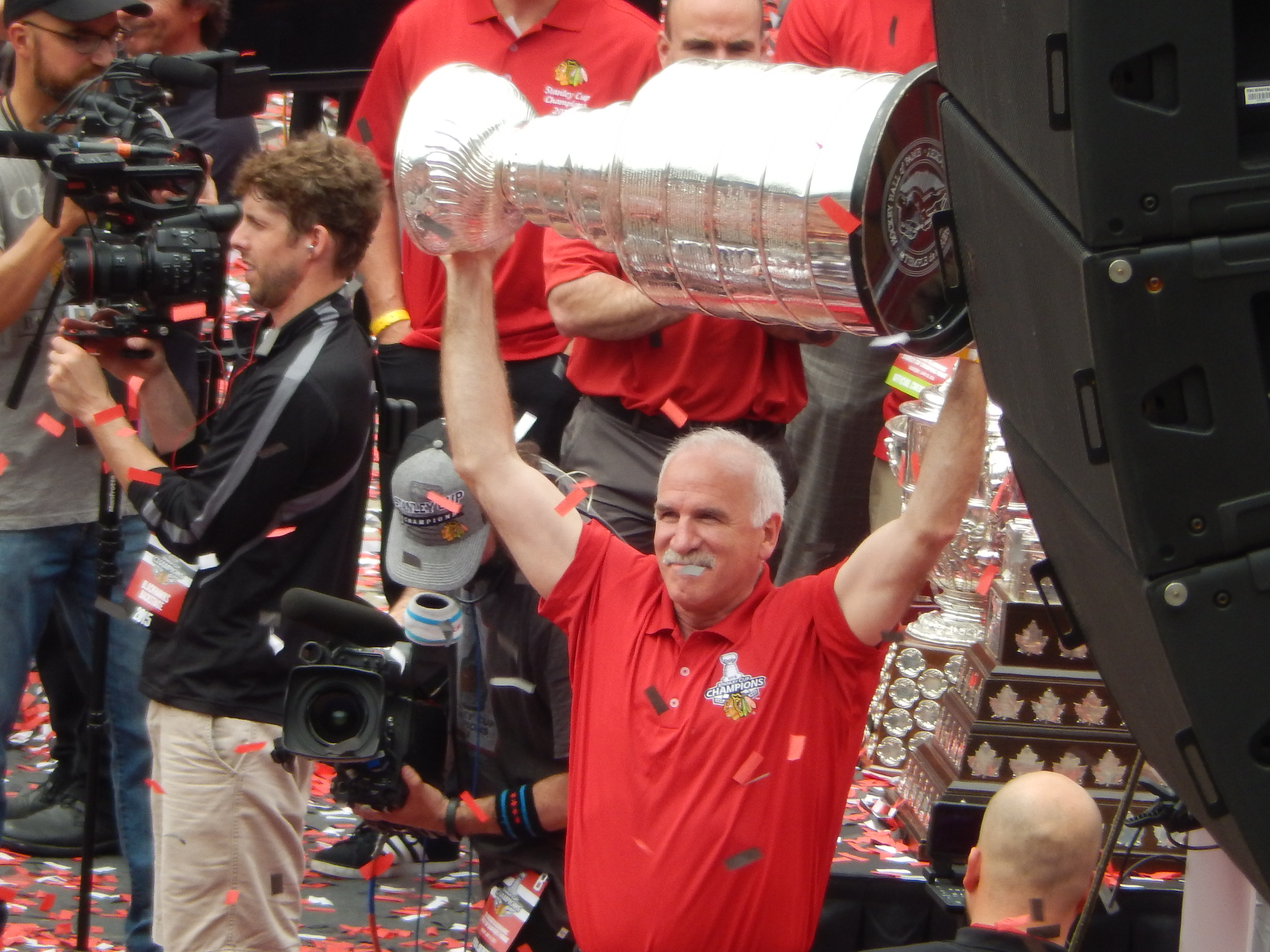
Quenneville com a Stanley Cup em junho de 2015.

Seu time venceu a Stanley Cup pela terceira vez em 15 de junho de 2015, com uma vitória de 2–0 sobre o Tampa Bay Lightning. Com seu terceiro título, Quenneville se tornou o terceiro treinador na história dos esportes de Chicago a ganhar três títulos, após Halas e Jackson. Em 14 de janeiro de 2016, ele conquistou sua 783ª vitória, ultrapassando Al Arbour para se tornar o segundo de todos os tempos entre os treinadores da NHL. Em 3 de abril de 2016, Quenneville conquistou sua 800ª vitória, em uma vitória de 6–4 sobre o Boston Bruins, juntando-se a Scotty Bowman como os únicos dois treinadores com pelo menos 800 vitórias.
Em 21 de fevereiro de 2017, os Blackhawks derrotaram o Minnesota Wild por 5–3, ajudando Quenneville a se tornar o segundo treinador na história dos Blackhawks a vencer 400 jogos. Em 21 de fevereiro de 2018, ele se tornou o terceiro treinador na história da NHL a comandar 1.600 jogos, com os Blackhawks vencendo o Ottawa Senators por 3–2. Em 10 de março, Quenneville treinou seu 1.608º jogo de temporada regular e ultrapassou Al Arbour como o segundo treinador com mais jogos na lista de treinadores da NHL de todos os tempos.
Em 6 de novembro de 2018, os Blackhawks demitiram Quenneville após um início de temporada de 6–6–3 na temporada de 2018–19. Ele concluiu sua passagem por Chicago com um recorde de 452–249–96 na temporada regular, um recorde de 76–52 na pós-temporada, e como o segundo treinador mais vitorioso na história da NHL com 890 vitórias. Suas 452 vitórias são a segunda maior marca na história dos Blackhawks, atrás apenas de Billy Reay, e apenas Reay teve um mandato ininterrupto mais longo com a equipe.

### Florida Panthers
Em 8 de abril de 2019, o Florida Panthers contratou Quenneville como treinador principal. Em sua primeira temporada com os Panthers, ele levou a equipe a um recorde de 35–26–8 na temporada de 2019–20, encurtada pela pandemia da COVID-19, e à primeira aparição nos playoffs em quatro temporadas, perdendo para o New York Islanders em quatro jogos.
Na temporada de 2021–22, Quenneville levou os Panthers a um recorde de 7–0–0 nos primeiros sete jogos da equipe antes de sua renúncia abrupta em 28 de outubro de 2021.

## Controvérsia
Em 26 de outubro de 2021, uma investigação independente sobre como os Blackhawks responderam às alegações de que o ex-treinador de vídeo, Brad Aldrich, agrediu sexualmente o prospecto Kyle Beach durante os playoffs da Stanley Cup de 2010 revelou que Quenneville, assim como vários membros da alta liderança dos Blackhawks, optaram por adiar qualquer ação em relação a Aldrich até depois das Finais da Stanley Cup.
Segundo o relatório, Quenneville estava especialmente preocupado em evitar distrações antes das Finais. Três semanas após as alegações terem sido levantadas, Aldrich foi forçado a renunciar pelo departamento de Recursos Humanos e pelo departamento Jurídico depois de se recusar a cooperar com a investigação deles e subsequentemente se declarou culpado por agredir um jogador em uma escola secundária de Michigan, onde era treinador voluntário.
Quenneville havia afirmado anteriormente que não tinha conhecimento de que Aldrich havia agredido sexualmente alguém antes de Beach e o jogador do ensino médio processarem os Blackhawks, mas múltiplas testemunhas afirmaram que ele foi convocado para uma reunião para discutir o assunto de Aldrich logo após os Blackhawks derrotarem o San Jose Sharks para avançar para as Finais da Stanley Cup de 2010. Várias pessoas na reunião afirmaram que o assunto discutido não envolvia diretamente agressão sexual e o então CEO John McDonough na reunião se comprometeu a obter mais informações e lidar com o assunto, ao mesmo tempo orientando Quenneville e o restante da alta administração a manterem o foco nas iminentes Finais da Stanley Cup.
Em 27 de outubro de 2021, Quenneville foi convocado para uma reunião no dia seguinte com o Comissário da NHL, Gary Bettman, para discutir seu papel no incidente. Poucas horas após essa reunião, Quenneville anunciou sua renúncia imediata como treinador dos Panthers. Ele divulgou uma declaração após sua renúncia: "Quero expressar minha tristeza pela dor que este jovem, Kyle Beach, sofreu. Meu ex-time, os Blackhawks, falharam com Kyle e assumo minha parcela de culpa nisso. Quero refletir sobre como tudo isso aconteceu e dedicar tempo para me educar sobre garantir que os espaços no hóquei sejam seguros para todos." De acordo com um comunicado formal da NHL, Bettman, os Panthers e Quenneville concordaram mutuamente que "não era mais apropriado" para ele permanecer no cargo. Bettman também anunciou que Quenneville terá que se reunir com ele antes de ser permitido trabalhar na NHL novamente.
Em 1º de julho de 2024, quase três anos após sua renúncia abrupta dos Panthers devido ao escândalo dos Blackhawks, Quenneville foi reintegrado pela NHL (juntamente com Stan Bowman e Al MacIsaac) para buscar futuras oportunidades de emprego dentro da liga.

## Vida pessoal
Quenneville tem ascendência franco-ontariana e é casado com Elizabeth, natural de Connecticut, a quem conheceu durante seu tempo no Hartford Whalers. Eles residem em Hinsdale, Illinois, com seus três filhos: Dylan, Lily e Anna. Após trabalhar nos Estados Unidos por mais de 30 anos, Quenneville passou no teste de naturalização necessário para se tornar cidadão norte-americano em 24 de maio de 2011, e agora possui dupla cidadania.
Em 16 de fevereiro de 2011, Quenneville foi hospitalizado e relatado como estando "em condição estável após 'desconforto severo' de natureza não cardíaca", o que o fez perder um jogo em casa contra o Minnesota Wild naquela noite. Foi anunciado em 18 de fevereiro que o problema havia sido uma úlcera pequena causada pelo uso de aspirina, um medicamento conhecido por ter potenciais efeitos colaterais gastrointestinais. Ele finalmente retornou para comandar o treino dos Blackhawks em 23 de fevereiro, depois de ter sido liberado do hospital em 19 de fevereiro.
Quenneville é primo de primeiro grau de Peter Quenneville, que foi selecionado na 195ª escolha geral pelo Columbus Blue Jackets no Draft da NHL de 2013, e atualmente joga na Noruega. Ele também é primo de John Quenneville, que foi selecionado na 30ª escolha geral pelo New Jersey Devils no Draft da NHL de 2014 e atualmente joga no Belleville Senators da AHL, e David Quenneville, que foi selecionado na 200ª escolha geral pelo New York Islanders no Draft da NHL de 2016.

## Estatísticas da carreira

### Como jogador
| 1975–76 | Windsor Spitfires      | OMJHL | 66  | 15 | 33  | 48  | 61  | —  | — | — | —  | —   |
| 1976–77 | Windsor Spitfires      | OMJHL | 65  | 19 | 59  | 78  | 169 | 9  | 6 | 5 | 11 | 112 |
| 1977–78 | Windsor Spitfires      | OMJHL | 66  | 27 | 76  | 103 | 114 | 6  | 2 | 3 | 5  | 17  |
| 1978–79 | New Brunswick Hawks    | AHL   | 16  | 1  | 10  | 11  | 10  | —  | — | — | —  | —   |
| 1978–79 | Toronto Maple Leafs    | NHL   | 61  | 2  | 9   | 11  | 60  | 6  | 0 | 1 | 1  | 4   |
| 1979–80 | Toronto Maple Leafs    | NHL   | 32  | 1  | 4   | 5   | 24  | —  | — | — | —  | —   |
| 1979–80 | Colorado Rockies       | NHL   | 35  | 5  | 7   | 12  | 26  | —  | — | — | —  | —   |
| 1980–81 | Colorado Rockies       | NHL   | 71  | 10 | 24  | 34  | 86  | —  | — | — | —  | —   |
| 1981–82 | Colorado Rockies       | NHL   | 64  | 5  | 10  | 15  | 55  | —  | — | — | —  | —   |
| 1982–83 | New Jersey Devils      | NHL   | 74  | 5  | 12  | 17  | 46  | —  | — | — | —  | —   |
| 1983–84 | Hartford Whalers       | NHL   | 80  | 5  | 8   | 13  | 95  | —  | — | — | —  | —   |
| 1984–85 | Hartford Whalers       | NHL   | 79  | 6  | 16  | 22  | 96  | —  | — | — | —  | —   |
| 1985–86 | Hartford Whalers       | NHL   | 71  | 5  | 20  | 25  | 83  | 10 | 0 | 2 | 2  | 12  |
| 1986–87 | Hartford Whalers       | NHL   | 37  | 3  | 7   | 10  | 24  | 6  | 0 | 0 | 0  | 0   |
| 1987–88 | Hartford Whalers       | NHL   | 77  | 1  | 8   | 9   | 44  | 6  | 0 | 2 | 2  | 2   |
| 1988–89 | Hartford Whalers       | NHL   | 69  | 4  | 7   | 11  | 32  | 4  | 0 | 3 | 3  | 4   |
| 1989–90 | Hartford Whalers       | NHL   | 44  | 1  | 4   | 5   | 34  | —  | — | — | —  | —   |
| 1990–91 | Baltimore Skipjacks    | AHL   | 59  | 6  | 13  | 19  | 58  | 6  | 1 | 1 | 2  | 6   |
| 1990–91 | Washington Capitals    | NHL   | 9   | 1  | 0   | 1   | 0   | —  | — | — | —  | —   |
| 1991–92 | St. John's Maple Leafs | AHL   | 73  | 7  | 23  | 30  | 58  | 16 | 0 | 1 | 1  | 10  |
| Total   | Total                  | Total | 803 | 54 | 136 | 190 | 705 | 32 | 0 | 8 | 8  | 22  |

### Como treinador
| Time               | Ano       | Temporada regular | Temporada regular | Temporada regular | Temporada regular | Temporada regular | Temporada regular | Temporada regular | Pós-Temporada | Pós-Temporada | Pós-Temporada                                      |
| Time               | Ano       | J                 | V                 | D                 | E                 | OTL               | Pts               | Classificação     | J             | D             | Resultado final                                    |
| ------------------ | --------- | ----------------- | ----------------- | ----------------- | ----------------- | ----------------- | ----------------- | ----------------- | ------------- | ------------- | -------------------------------------------------- |
| St. Louis Blues    | 1996–97   | 40                | 18                | 15                | 7                 | —                 | (83)              | 4º na Central     | 2             | 4             | Perdeu nas Quartas de Final da Conferência (DET)   |
| St. Louis Blues    | 1997–98   | 82                | 45                | 29                | 8                 | —                 | 98                | 3º na Central     | 6             | 4             | Perdeu nas Semifinais da Conferência (DET)         |
| St. Louis Blues    | 1998–99   | 82                | 37                | 32                | 13                | —                 | 87                | 2º na Central     | 6             | 7             | Perdeu nas Semifinais da Conferência (DAL)         |
| St. Louis Blues    | 1999–2000 | 82                | 51                | 19                | 11                | 1                 | 114               | 1º na Central     | 3             | 4             | Perdeu nas Quartas de Final da Conferência (SJS)   |
| St. Louis Blues    | 2000–01   | 82                | 43                | 22                | 12                | 5                 | 103               | 2º na Central     | 9             | 6             | Perdeu nas Finais da Conferência (COL)             |
| St. Louis Blues    | 2001–02   | 82                | 43                | 27                | 8                 | 4                 | 98                | 2º na Central     | 5             | 5             | Perdeu nas Semifinais da Conferência (DET)         |
| St. Louis Blues    | 2002–03   | 82                | 41                | 24                | 11                | 6                 | 99                | 2º na Central     | 3             | 4             | Perdeu nas Quartas de Final da Conferência (VAN)   |
| St. Louis Blues    | 2003–04   | 61                | 29                | 23                | 7                 | 2                 | (91)              | (Demitido)        | —             | —             | —                                                  |
| Colorado Avalanche | 2005–06   | 82                | 43                | 30                | —                 | 9                 | 95                | 2º na Noroeste    | 4             | 5             | Perdeu nas Semifinais da Conferência (ANA)         |
| Colorado Avalanche | 2006–07   | 82                | 44                | 31                | —                 | 7                 | 95                | 4º na Noroeste    | —             | —             | Não foi para os playoffs                           |
| Colorado Avalanche | 2007–08   | 82                | 44                | 31                | —                 | 7                 | 95                | 2º na Noroeste    | 4             | 6             | Perdeu nas Semifinais da Conferência (DET)         |
| Chicago Blackhawks | 2008–09   | 78                | 45                | 22                | —                 | 11                | (104)             | 2º na Central     | 9             | 8             | Perdeu nas Finais da Conferência (DET)             |
| Chicago Blackhawks | 2009–10   | 82                | 52                | 22                | —                 | 8                 | 112               | 1º na Central     | 16            | 6             | Ganhou a Stanley Cup (PHI)                         |
| Chicago Blackhawks | 2010–11   | 82                | 44                | 29                | —                 | 9                 | 97                | 3º na Central     | 3             | 4             | Perdeu nas Quartas de Final da Conferência (VAN)   |
| Chicago Blackhawks | 2011–12   | 82                | 45                | 26                | —                 | 11                | 101               | 4º na Central     | 2             | 4             | Perdeu nas Quartas de Final da Conferência (PHX)   |
| Chicago Blackhawks | 2012–13   | 48                | 36                | 7                 | —                 | 5                 | 77                | 1º na Central     | 16            | 7             | Ganhou a Stanley Cup (BOS)                         |
| Chicago Blackhawks | 2013–14   | 82                | 46                | 21                | —                 | 15                | 107               | 3º na Central     | 11            | 8             | Perdeu nas Finais da Conferência (LAK)             |
| Chicago Blackhawks | 2014–15   | 82                | 48                | 28                | —                 | 6                 | 102               | 3º na Central     | 16            | 7             | Ganhou a Stanley Cup (TBL)                         |
| Chicago Blackhawks | 2015–16   | 82                | 47                | 26                | —                 | 9                 | 103               | 3º na Central     | 3             | 4             | Perdeu na Primeira Rodada (STL)                    |
| Chicago Blackhawks | 2016–17   | 82                | 50                | 23                | —                 | 9                 | 109               | 1º na Central     | 0             | 4             | Perdeu na Primeira Rodada (NSH)                    |
| Chicago Blackhawks | 2017–18   | 82                | 33                | 39                | —                 | 10                | 76                | 7º na Central     | —             | —             | Não foi para os playoffs                           |
| Chicago Blackhawks | 2018–19   | 15                | 6                 | 6                 | —                 | 3                 | (15)              | (Demitido)        | —             | —             | —                                                  |
| Florida Panthers   | 2019–20   | 69*               | 35                | 26                | —                 | 8                 | 78                | 4º no Atlântico   | 1             | 3             | Perdeu na qualifying round (NYI)                   |
| Florida Panthers   | 2020–21   | 56                | 37                | 14                | —                 | 5                 | 79                | 2º na Central     | 2             | 4             | Perdeu na Primeira Rodada (TBL)                    |
| Florida Panthers   | 2021–22   | 7                 | 7                 | 0                 | —                 | 0                 | (14)              | (Demitido)        | —             | —             | —                                                  |
| Total              | Total     | 1,768             | 969               | 572               | 77                | 150               |                   |                   | 121           | 104           | 20 aparições nos playoffs 3 títulos da Stanley Cup |